# New Zealand Football
New Zealand Football – ogólnokrajowy związek sportowy, działający na terenie Nowej Zelandii. Dzieli się na 7 regionalnych związków
(Northern Football, Auckland Football, Waikato Bay of Plenty Football, Central Football, Capital Football, Mainland Football i Football South)